# برانگیخته‌پار
در شیمی و مهندسی بسپار، به مولکولی دو اتمی که در سطحی بالاتر از حالت پایه قرار دارد برانگیخته‌پار یا اکسمر (انگلیسی: Excimer) گفته می‌شود.
به همین وجه، به همتافت برانگیخته‌ای متشکل از الکترون‌دهنده و الکترون‌پذیرنده که در حالت پایه تفکیک می‌شوند برانگیخته‌تافت (exciplex) می‌گویند.
همتافت (complex) گروهی از ترکیب‌های شیمیایی است که در آنها بخشی از پیوند مولکولی از نوع اشتراکی یک‌سویه است.